# 克萊頓 (愛達荷州)
克萊頓（英語：Clayton）是一個位於美國愛達荷州卡斯特縣的城市。

## 地理
克萊頓的座標為44°15′32″N 114°23′59″W / 44.25889°N 114.39972°W，而該地的平均海拔高度為1673米（即5489英尺）。

## 人口
根據2010年美國人口普查的數據，克萊頓的面積為0.04平方千米，當中陸地面積為0.04平方千米，而水域面積為0.00平方千米。當地共有人口7人，而人口密度為每平方千米175人。